# Aleochara lucifuga
Aleochara lucifuga är en skalbaggsart som först beskrevs av Thomas Casey 1893.  Aleochara lucifuga ingår i släktet Aleochara och familjen kortvingar. Inga underarter finns listade i Catalogue of Life.